# Georgij Sviridov
Georgij Vasiljevitj Sviridov (russisk: Гео́ргий Васи́льевич Свири́дов, tr. Geórgij Vasíljevitj Svirídov; født 16. december 1915 i Fatezj, Det Russiske Kejserrige, død 5. januar 1998 i Moskva, Den Russiske Føderation) var en russisk komponist og pianist.
Sviridov studerede komposition hos Dmitrij Sjostakovitj på konservatoriet i Leningrad (1936-1941).
Han er nok mest kendt for sin kor og vokalmusik, men har også skrevet 4 symfonier, hvoraf den anden er ufuldendt, orkesterværker, to klaverkoncerter, strygerkvartetter, sonater for klaver, sange, kammermusik, oratorier og musik til film.
Han hører til Ruslands fremmeste komponister i sin generation, og er i sine kompositioner stærkt inspireret af den russiske tradition og dens folklore.

## Udvalgte værker
- Symfoni nr. 1 - (1937) - for orkester
- Symfoni nr. 2 - (1949) (ufuldendt) - for orkester
- Kammersymfoni (1940) - for strygeorkester
- Lille Symfoni "Triptykon" (1964) - for orkester
- 2 Klaverkoncerter - (1936-1939, 1942) - for klaver og orkester
- "Træ Rusland" (1964) - for kor
- "Sne storm" - (1975) - for orkester
- "Hymner til  Moderlandet" (1978) - for kor
- "Tiden, Forlæns" (1967) - filmmusik
- "Decemberisterne" (1955) - oratorium